# Могильовський тролейбус
Могильовський тролейбус (біл. Магілёўскі тралейбус) — діюча в обласному центрі Білорусі місті Могильові тролейбусна система.
Нині у Могильові діють 6 маршрутів (з 11 маршрутів), протяжність тролейбусних ліній становить близько 272 км. Експлуатуючею організацією є біл. МГКУП «Горэлектротранспорт», до складу якого входить тролейбусний парк.
На долю електротранспорту в місті припадає 43 % від усього обсягу міських перевезень, за 2007 рік було перевезено 79,5 млн осіб.

## Історія

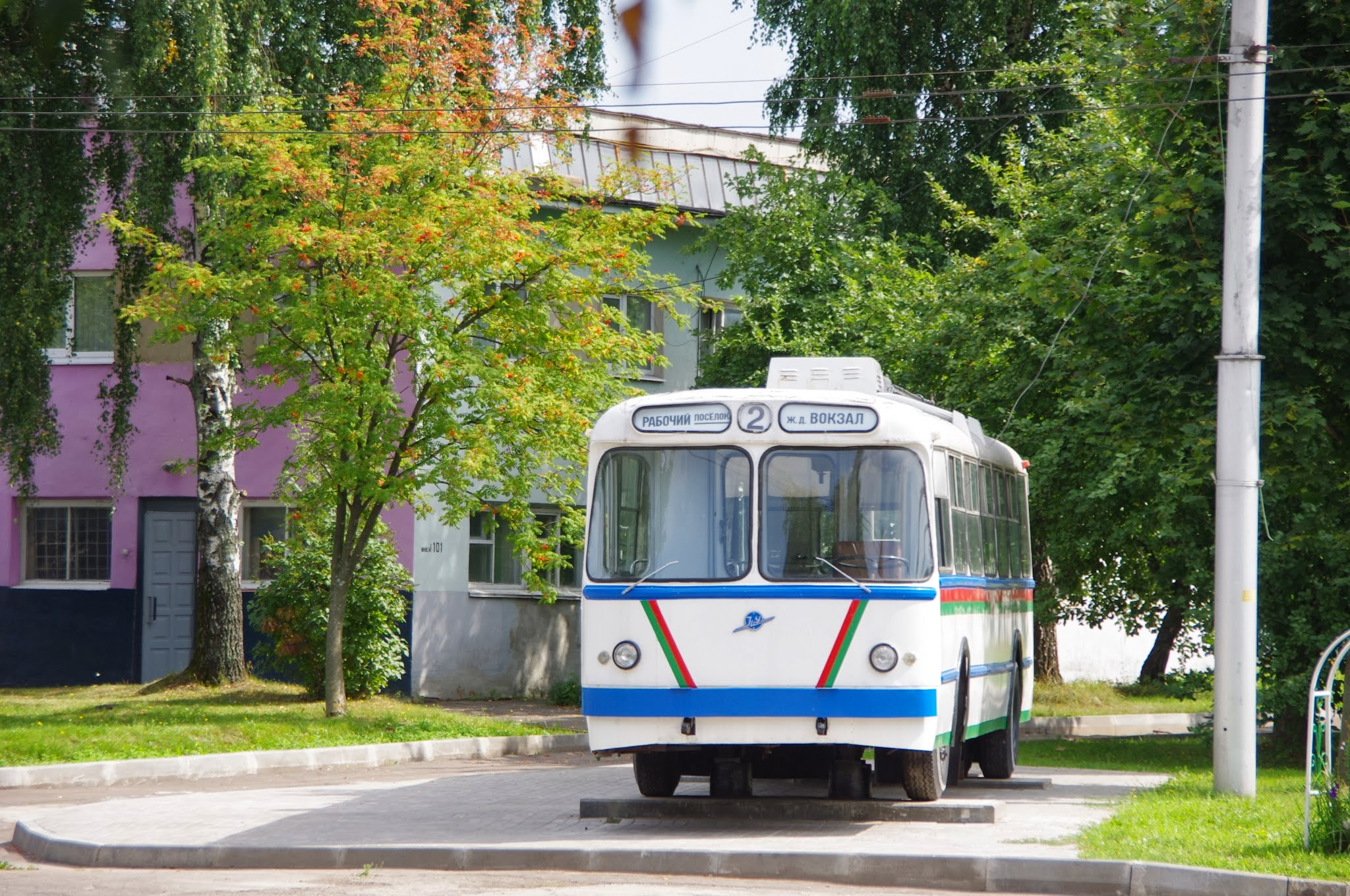
Пам'ятник тролейбусу ЗіУ-5

Тролейбусний рух у Могильові відкрито 19 січня 1970 року. Перші тролейбуси ЗіУ-5 вирушили за маршрутом «Вокзал — Селище імені Куйбишева» по вул. Першотравнева — вул. Болдіна (назад — вул. Комсомольська) — вул. Челюскінців.
У листопаді 1970 року введена в експлуатацію лінія маршруту № 3 «Пл. Орджонікідзе — ТЕЦ-2» по просп. Пушкіна — вул. Габровська — просп. Шмідта.
1974 року відкрита лінія маршруту № 5 «Пл. Леніна — ТЕЦ-2» по просп. Миру — вул. Космонавтів — просп. Шмідта. Розворот на пл. Леніна здійснювався через вул. Єзерська — вул. Ленінська — пл. Леніна. У 1980-х роках, у зв'язку з продовженням маршруту № 5 до залізничного вокзалу та реконструкцією району пл. Леніна, лінії розвороту демонтовані. Розворот маршруту № 1 (укороченого варіанту маршруту № 5) перенесений з пл. Космонавтів на розділову смугу на вул. Космонавтів поблизу вул. Лазаренка.
1982 року введена в експлуатацію лінія від площі біля М'ясокомбінату і АП-1 до КДП «Любуж», маршрут № 4 подовжений по просп. Димитрова, просп. Вітебського.
Найбільш новими є: лінія довжиною 2,5 км по вул. Першотравневій від вокзалу до залізничного переїзду, з диспетчерським пунктом (1997 рік) і 6-кілометрову лінію в напрямку заводу «Могильовтрансмаш» (1997 рік) по вулицях Гришина, Бєлінського (односторонній рух) і вул. Крупської з великим розворотним кільцем наприкінці лінії (в середині 2000-х років кільце було тимчасово демонтовано), а також нове розворотне кільце «Облгаз» на проспекті Шмідта.

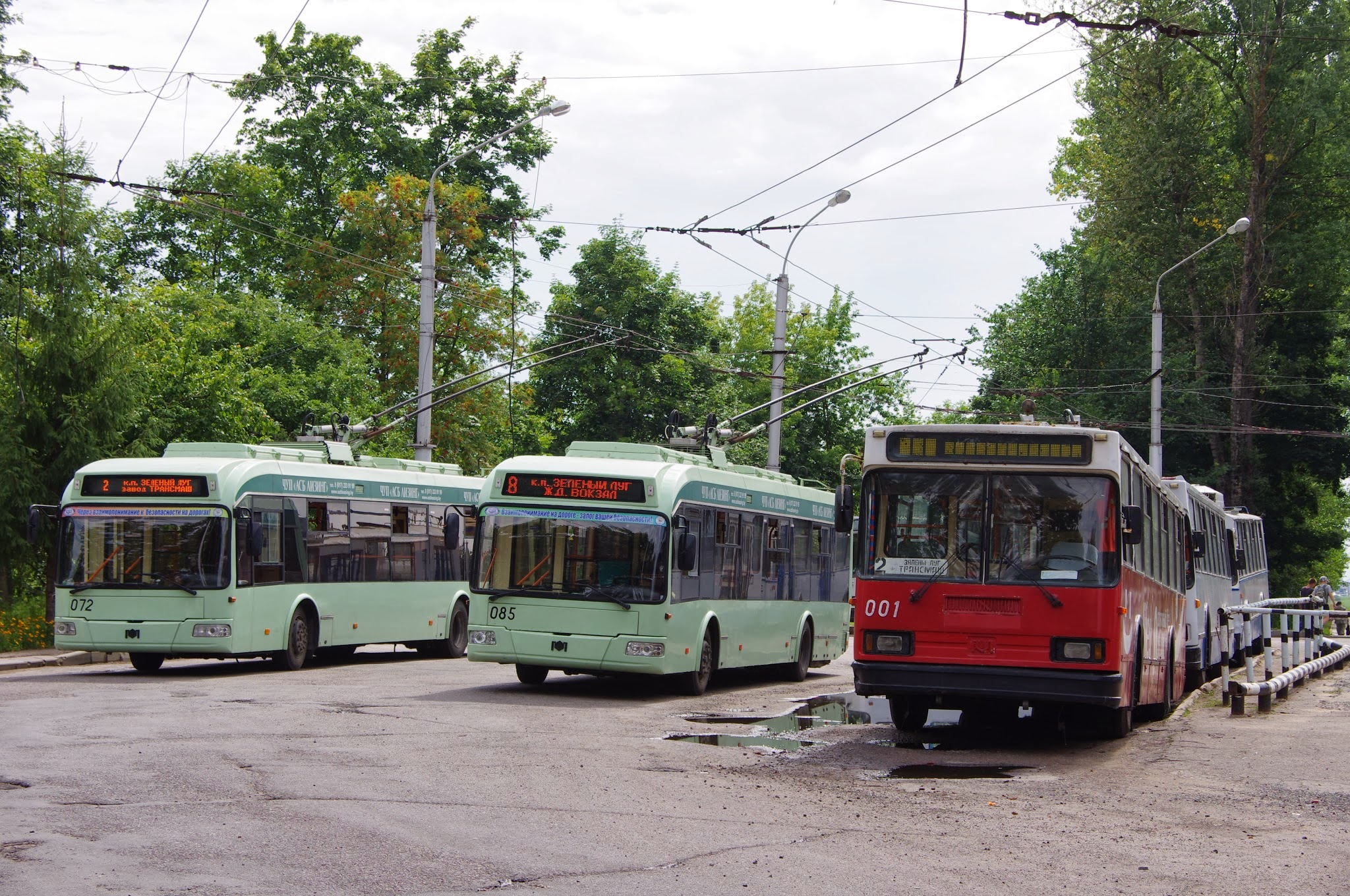
Тролейбуси на КДП «Зелений Луг»

Спочатку в місто надійшли тролейбуси ЗіУ-5, але на початку — у середині 1980-х років їх замінили на ЗіУ-682, а у 1993—1994 роках до міста почали надходити тролейбуси АКСМ-101 білоруського виробництва. Додатково у 1993 році в Могильов надійшли 2 тролейбуси Київ-11 виробництва УП «Белкоммунмаш» (№ 270 і 297) — № 297 прослужив до початку 2000-х років, а № 270 на теперішній час використовується як «технічна допомога» (причеп відрізано). У 1996—1997 роках почалися поставки тролейбусів БКМ-201 і БКМ-201.01, що тривали до 2006 року. 2003 року до тролейбусного парку надійшов єдиний зчленований тролейбус БКМ-333 (№ 022).
2016 року тролейбусний парк перейшов з комунальної власності і підпорядковане підприємству «Могильовоблавтотранс».

## Перспективи розвитку
Наприкінці 2000-х років у місті існували плани будівництва ліній по вулиці Лазаренка від Драмтеатру до вулиці Космонавтів, по вулиці Корольова, проспекту Мира, вулиці Якубовського у житловий район «Казимирівка».

## Управляюча структура та характеристика

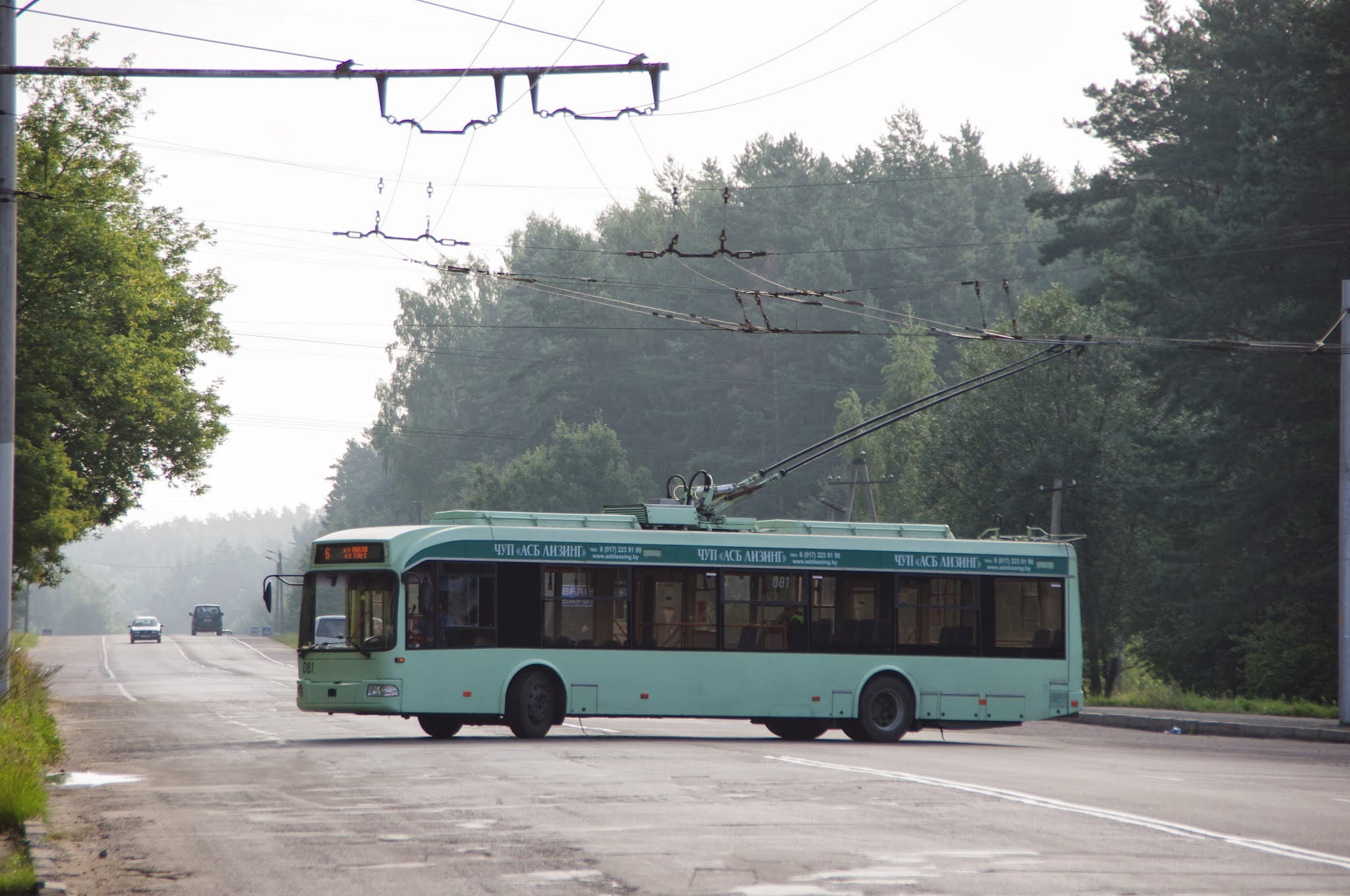
БКМ 32102 на маршруті № 6

Експлуатуюча організація мережі могильовських тролейбусів — МГКУП «Горэлектротранспорт». Їй належить тролейбусний парк (адреса: вул. Челюскінців, 139), відкритий у 1969 році.
Характеристика маршрутної тролейбусної мережі міста Могильова (2020):
- кількість тролейбусних маршрутів — 6;
- протяжність тролейбусних маршрутів — 272 км;
- середня довжина маршруту — 22,6 км;
- кількість зупинних пунктів — 112;
- кількість диспетчерських пунктів — 4.

## Маршрути

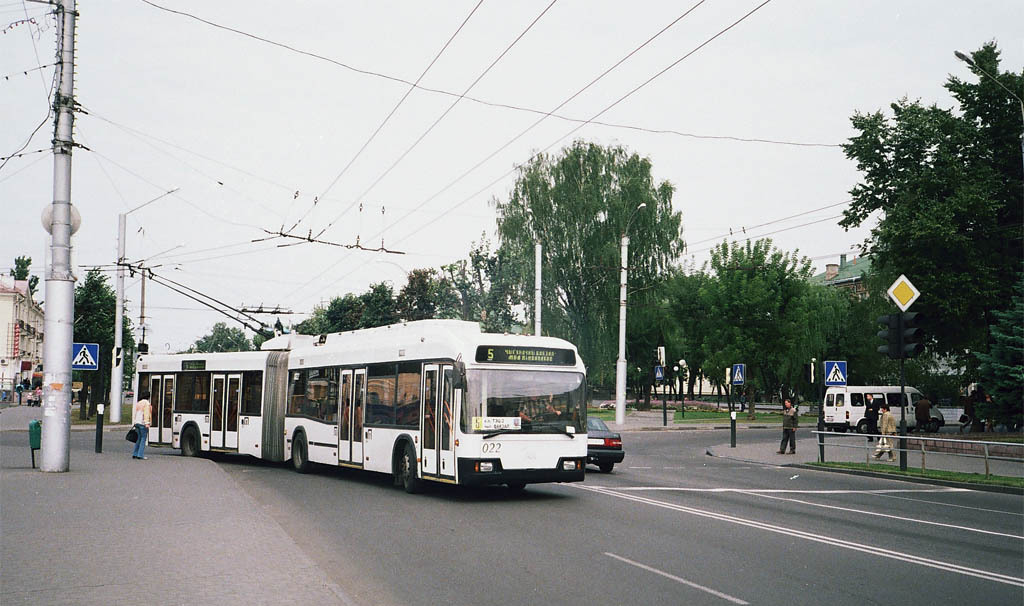
БКМ-33302 на маршруті № 5,
Привокзальна площа

Найновішими є маршрути: лінія довжиною 2,5 км по вулиці Первомайській від вокзалу до залізничного переїзду, з диспетчерським пунктом (1997) і 6-кілометрова лінія в напрямку заводу «Могильовтрансмаш» (1997) вулицями Гришина, Белінського (односторонній рух) і вулицею Крупської з великим розворотним кільцем наприкінці лінії (у середині 2000-х років кільце було демонтовано), а також нове розворотне кільце «Облгаз» на проспекті Шмідта.
| Перелік тролейбусних маршрутів | Перелік тролейбусних маршрутів | Перелік тролейбусних маршрутів |
| №                              | Кінцевий пункт, А              | Кінцевий пункт, Б              |
| ------------------------------ | ------------------------------ | ------------------------------ |
| 1                              | Вулиця Лазаренка               | КДП «ТЕЦ-2»                    |
| 2                              | Завод «Могильовтрансмаш»       | КДП «Зелений Луг»              |
| 3                              | Площа Орджонікідзе             | КДП «ТЕЦ-2»                    |
| 3К                             | Площа Орджонікідзе             | Облгаз                         |
| 4                              | КДП «Переїзд»                  | КДП «Любуж»                    |
| 5                              | Вокзал                         | КДП «ТЕЦ-2»                    |
| 5К                             | Вокзал                         | Облгаз                         |
| 6                              | КДП «Любуж»                    | КДП «ТЕЦ-2»                    |
| 7                              | КДП «Зелений Луг»              | КДП «Любуж»                    |
| 8                              | Вокзал                         | КДП «Зелений Луг»              |
| 10                             | Площа Орджонікідзе             | КДП «Любуж»                    |

## Рухомий склад

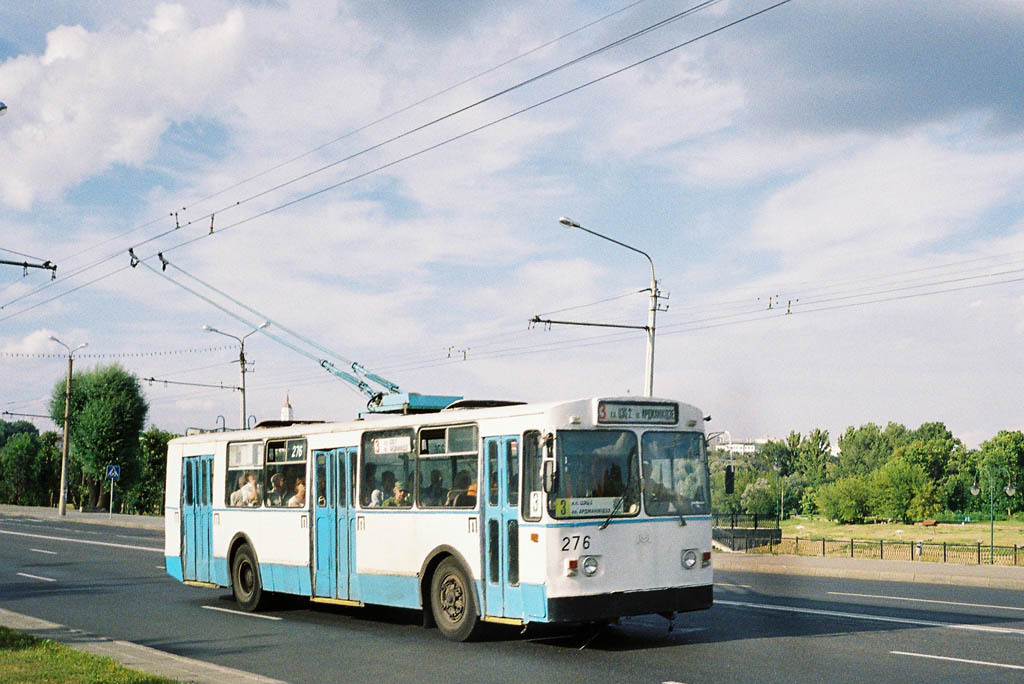
ЗіУ-682 на маршруті № 3

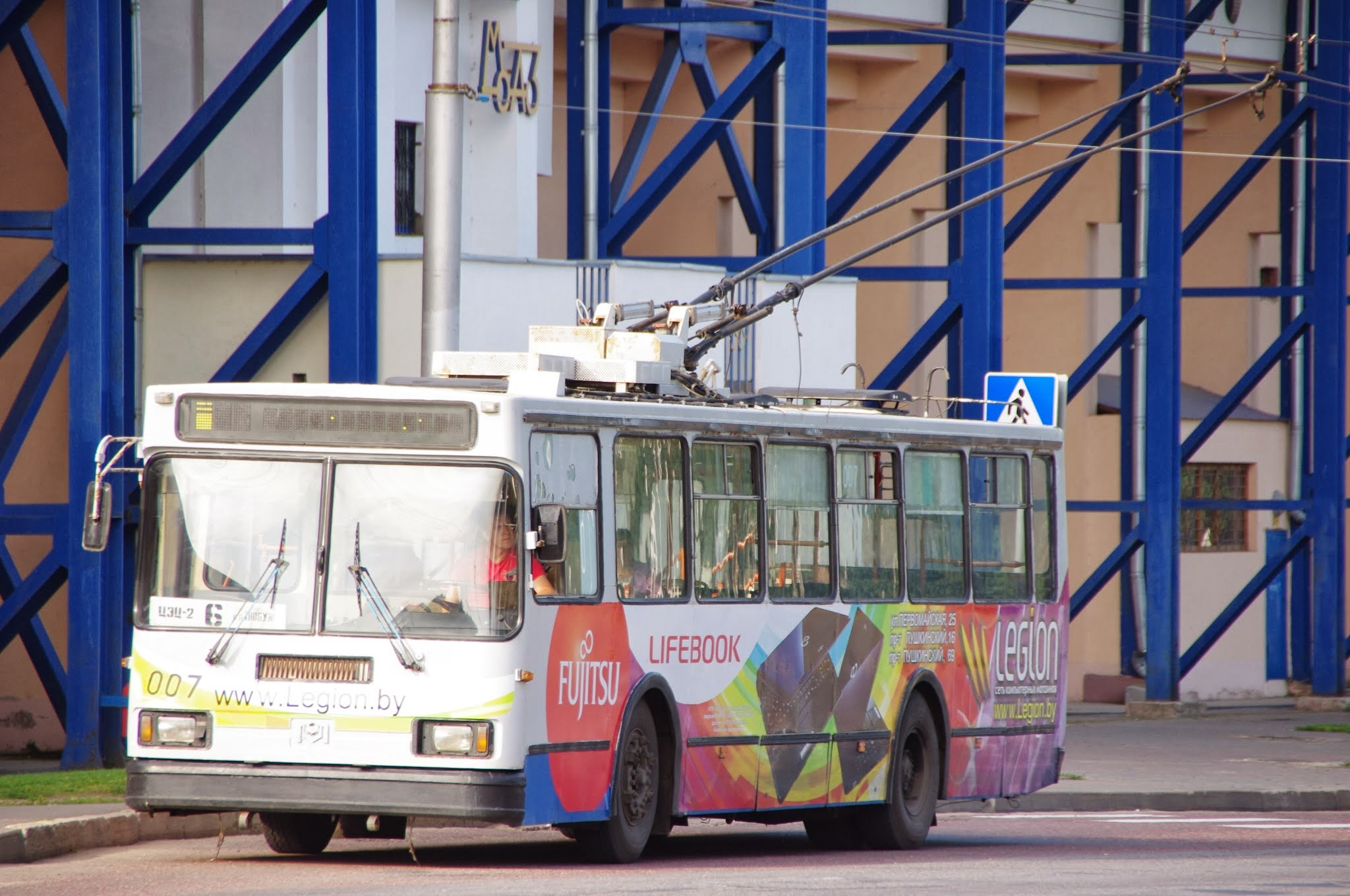
БКМ 201 на маршруті № 6

Станом на 1 січня 2014 року на балансі підриємства перебувало 141 машин. Протягом 2016—2017 року списані всі тролейбуси моделі ЗіУ-682. 
Станом на 1 січня 2020 року кількість тролейбусів на балансі підприємства становить — 111 шт.:
| Перелік рухомого складу | Перелік рухомого складу |
| Тип моделі              | Кількість, шт.          |
| ----------------------- | ----------------------- |
| БКМ-32102               | 92                      |
| БКМ-20101               | 8                       |
| БКМ-321                 | 7                       |
| БКМ-201                 | 3 (службові)            |
| БКМ-33302               | 1 (службовий)           |
| Всього:                 | 111                     |

## Галерея

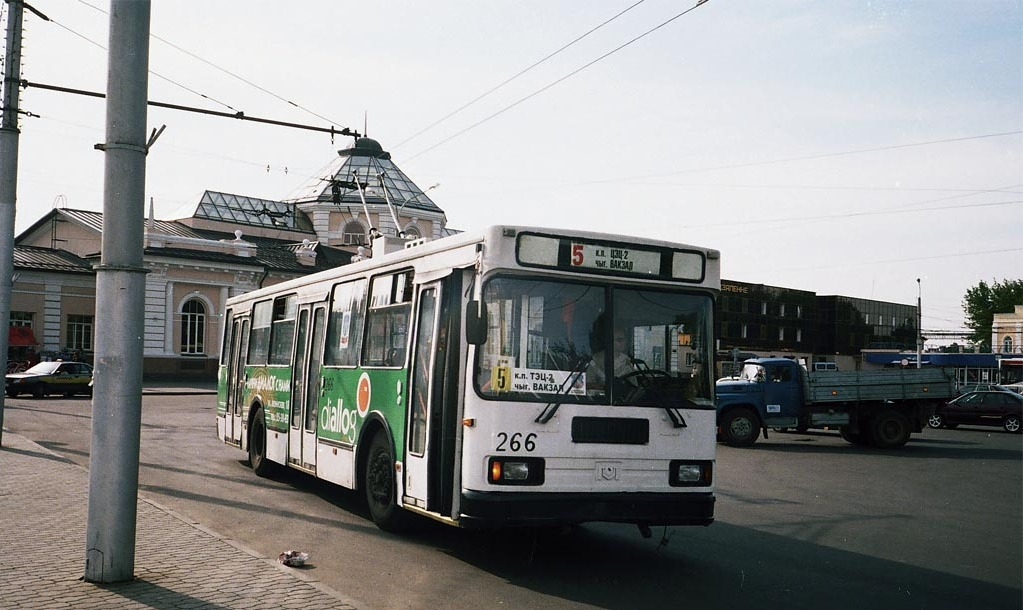
БКМ 20101 на маршруті № 5, залізничний вокзал
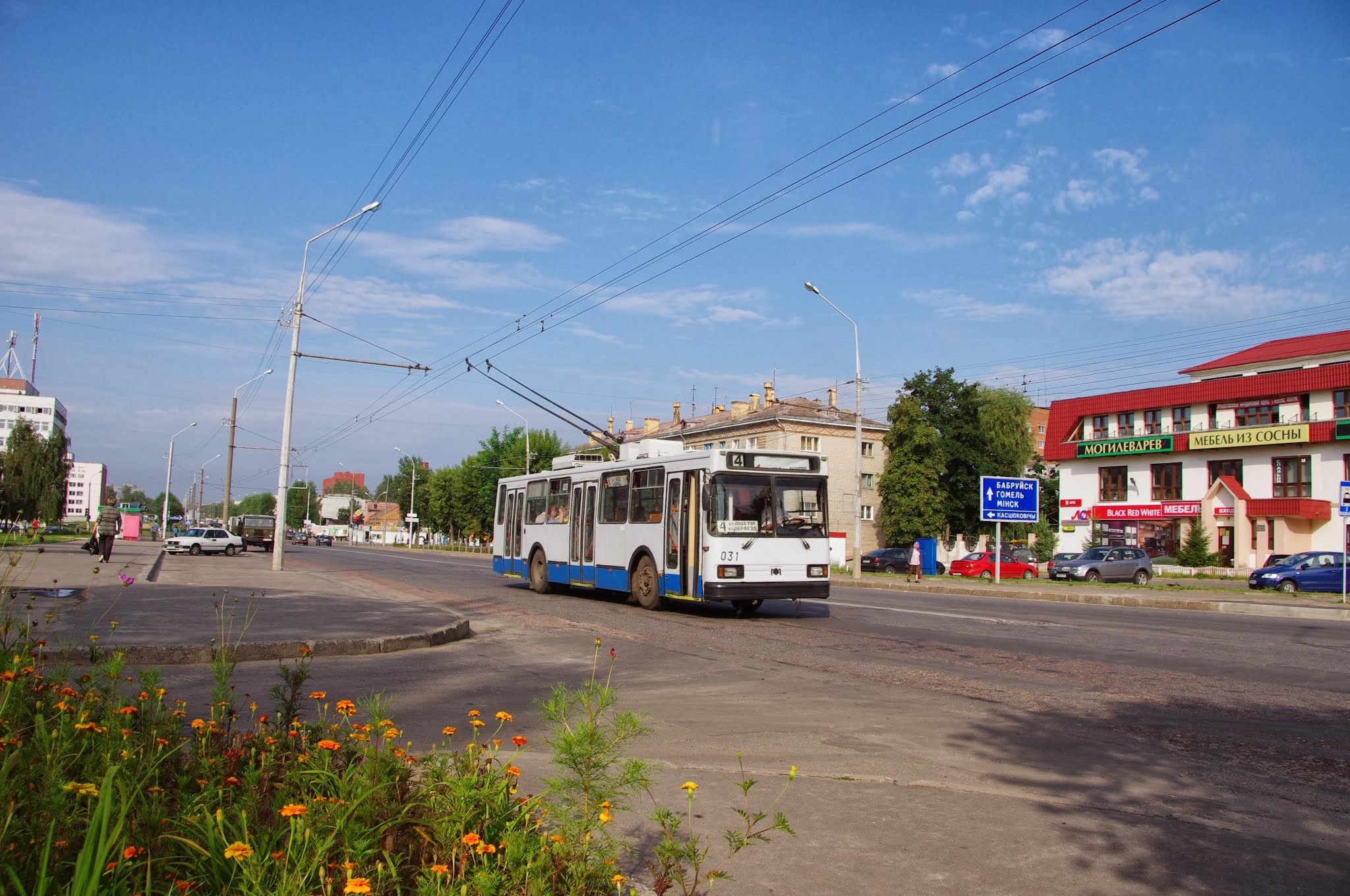
БКМ 20101 на маршруті № 4, вул. Кірова
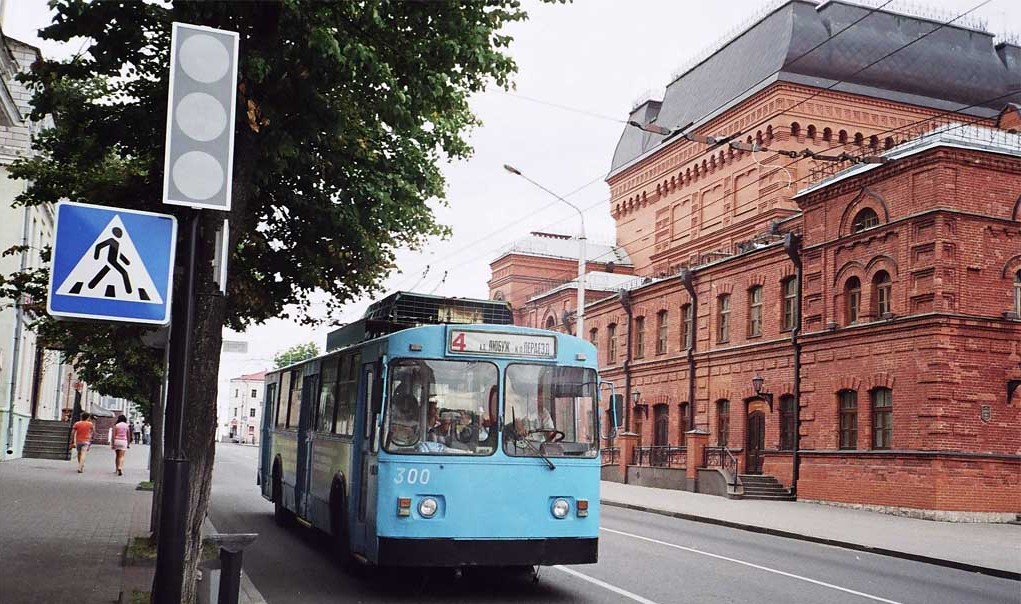
АКСМ 101 на маршруті № 4
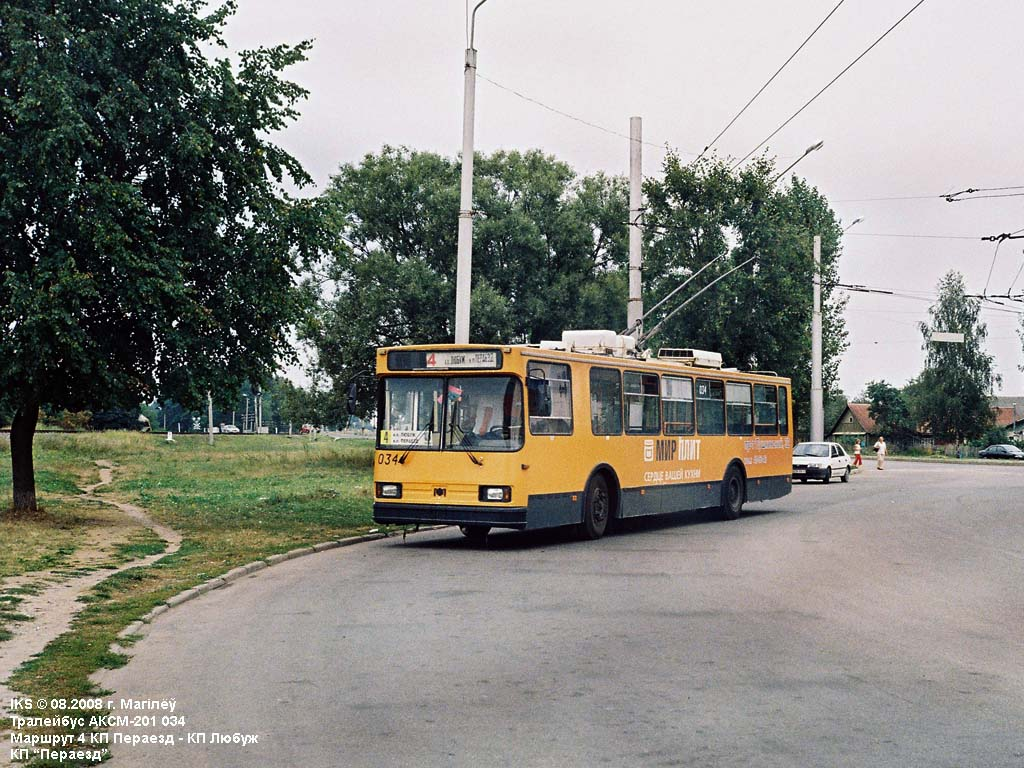
АКСМ-201 на маршруті № 4 біля КДП «Переїзд»
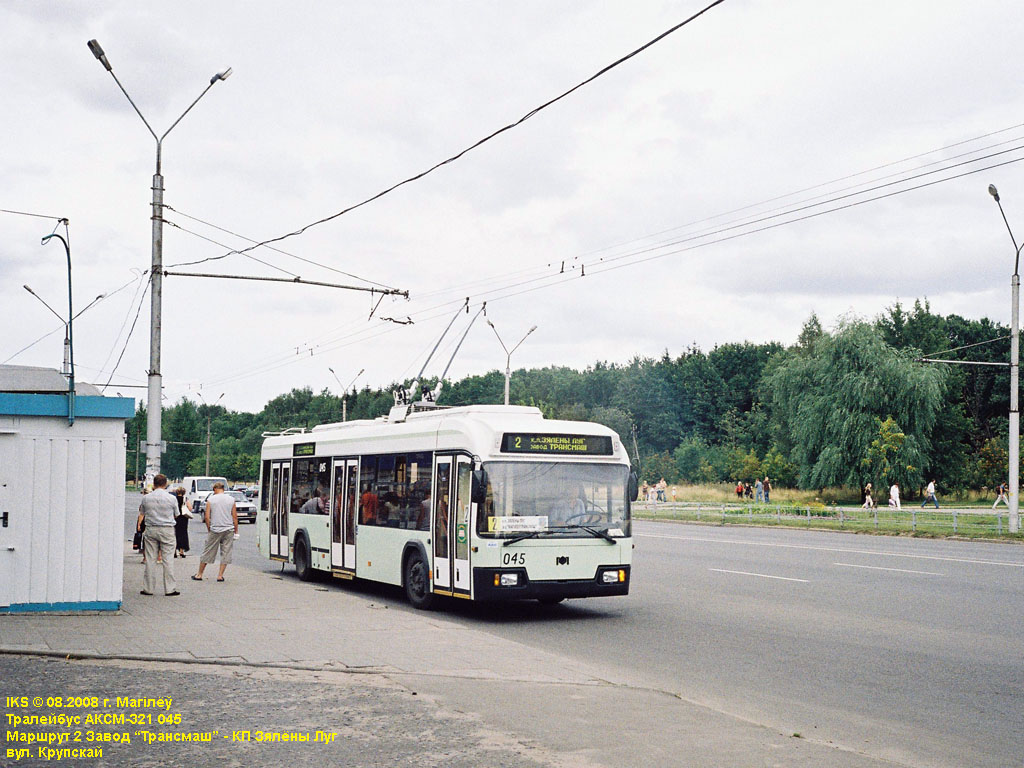
БКМ-321 на маршруті № 2, вул. Крупської
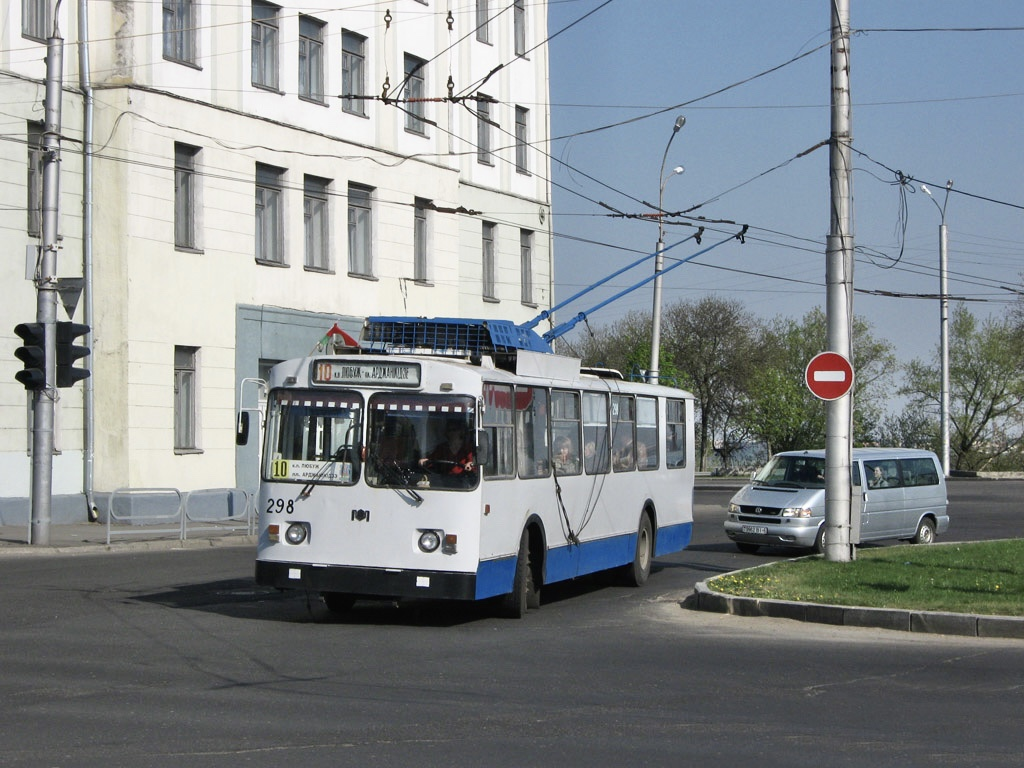
АКСМ-101 на маршруті № 10
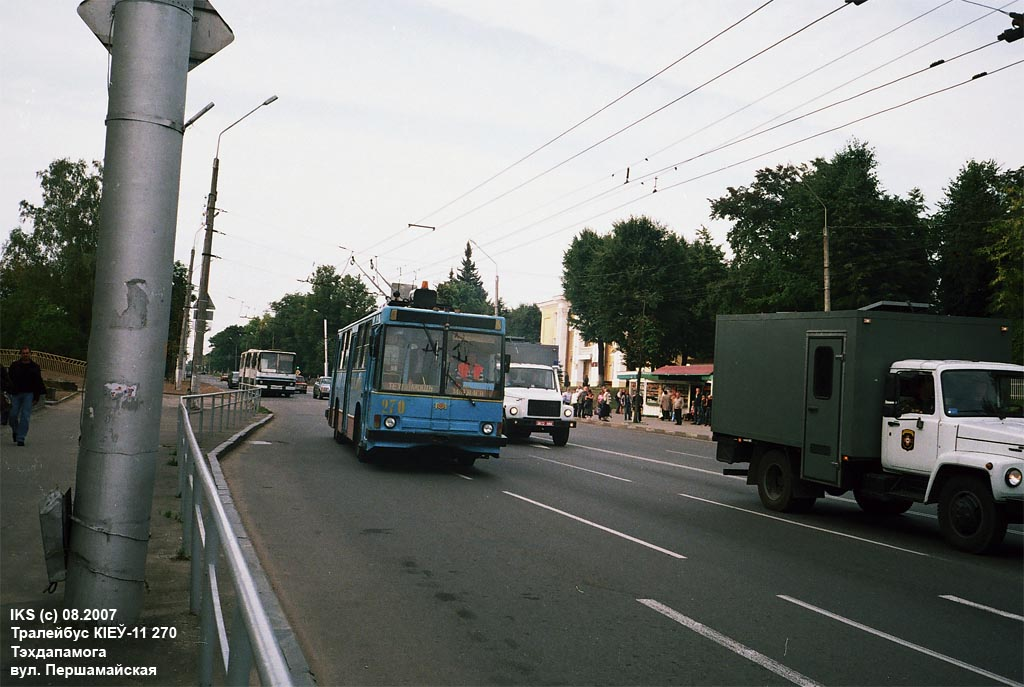
Київ-11 («техдопомога»), вул. Першотравнева
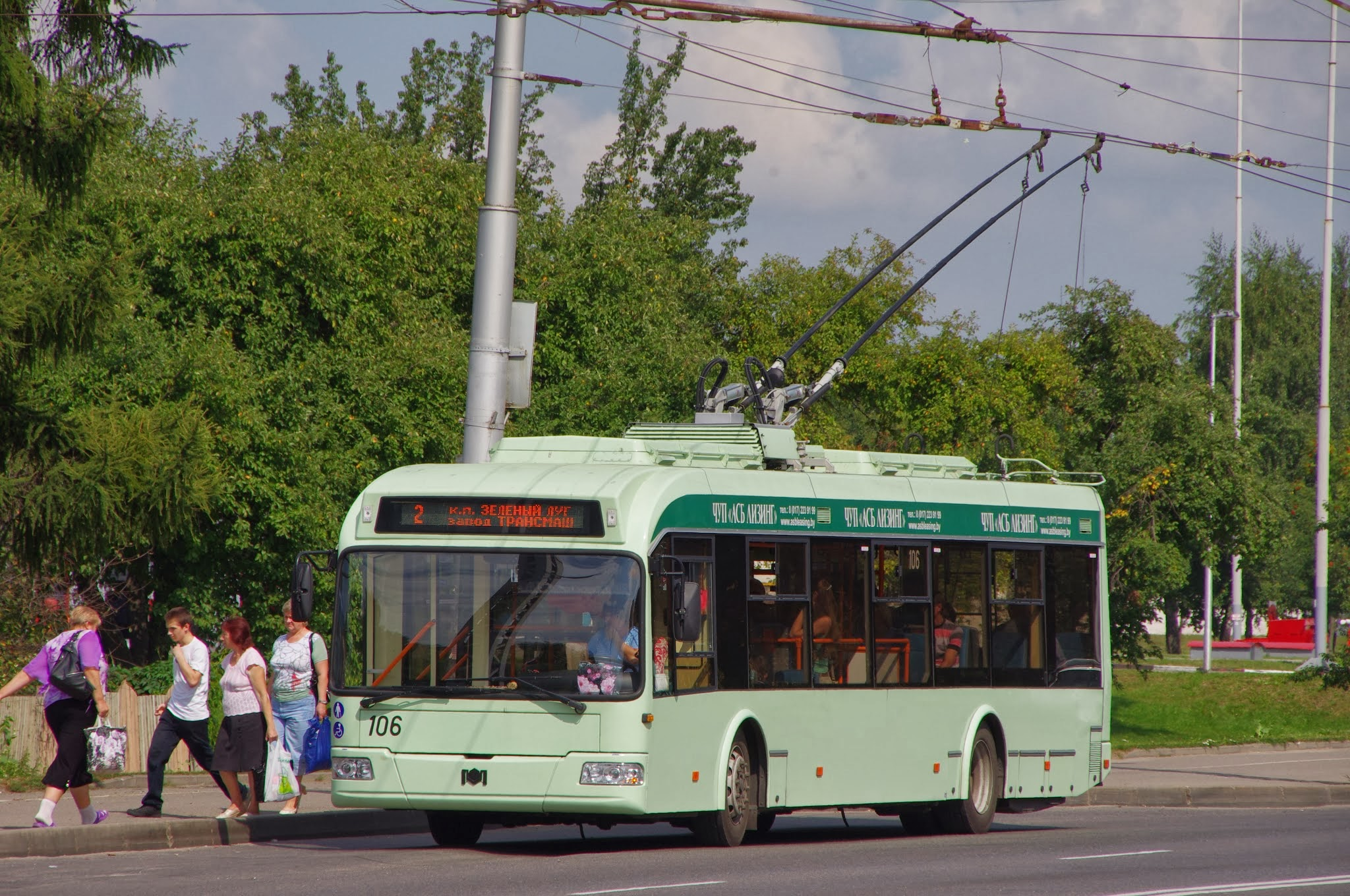
БКМ-32102 на маршруті № 2